# Ryusuke Sakai
Ryusuke Sakai (født 7. september 1988) er en japansk fodboldspiller, som spiller for den japanske fodboldklub FC Machida Zelvia.